# Davorka Balić
Davorka Balić (Osijek, 7. siječnja 1988.), hrvatska košarkašica članica Hrvatske košarkaške reprezentacije i Alviks Basketa. Igra na mjestu krilnog centra.

## Karijera
Karijeru je počela u Mursi, nastavila u šibenskom Jolly JBS, Zadru i Splitu. Na pola sezone 2013./14., 2. siječnja 2015. prešla je u francuski Le Havre. Nakon pola sezone odlučila je napustiti Francusku.
Sudionica europskog prvenstva za kadetkinje 2003. (8. mjesto, poraz 56:55 od prvakinja u četvrtzavršnici), europskog prvenstva za košarkašice do 16 godina (divizija A) održanog 2004. (9. mjesto), europskog prvenstva za košarkašice do 18 godina divizije A koje se održalo 2005. godine (15. mjesto), europskog prvenstva za košarkašice do 18 godina divizije B koje se održalo 2006. godine (3. mjesto), na kojem je postizala po 11,6 koševa po utakmici.
Izbornik Stipe Bralić pozvao ju je na pripreme "A" reprezentacije za EP 2013., ali nije ušla u izabranu djevojčad koja je sudjelovala na europskom prvenstvu zbog ozljede, jer je već na pripreme već došla ozlijeđena i bilo je izvjesno da će ju izbornik prekrižiti s popisa.